# Hans-Jürgen Kiebach
Hans-Jürgen Kiebach (* 28. August 1930 in Berlin; † 19. Mai 1995 ebenda) war ein deutscher Filmarchitekt und Oscar-Preisträger.

## Leben und Wirken
Kiebach kam gleich nach seinem Schulabschluss im Januar 1949 zum Film, wo ihn der Architekt Gabriel Pellon zu seinem Assistenten machte. 1951 wurde Kiebach zweiter Architekt Pellons, an dessen Seite er bis 1956 als Co-Architekt wirkte. Von 1959 bis 1961 bildete Kiebach ein Team mit dem erfahrenen Kollegen Otto Erdmann, von 1962 bis 1966 mit dem Kunsterzieher und Maler Ernst Schomer.
Kiebach stattete in den 1950er und 1960er Jahren wenig anspruchsvolle Unterhaltungsfilme aus: Kriegsstreifen, Gruselkrimis, Melodramen, Komödien und zwei minder bedeutende Karl-May-Adaptionen. Seit Mitte der 1960er Jahre wurde Kiebach auch für zahlreiche internationale, teils in Deutschland gedrehte, teils als Coproduktionen hergestellte Filme herangezogen. 1971 baute er die Außendekorationen für Bob Fosses Welterfolg Cabaret, eine Leistung, die mit einem Oscar belohnt wurde.
Seitdem wurde Kiebach für einige zentrale deutsche wie ausländische Produktionen engagiert, darunter Volker Schlöndorffs Der Fangschuß, Heidi Genées Grete Minde, Menahem Golans Der Magier, John G. Avildsens Die Formel und Jacques Rouffios Die Spaziergängerin von Sans-Souci. Nach seinen Dekorationen zu Otto Waalkes’ erstem Kinoausflug, Otto – Der Film, erhielt der kränkelnde Kiebach kaum mehr Aufträge.
Hans-Jürgen Kiebach hat auch zahlreiche Bauten für TV-Filme mit historischem Hintergrund entworfen, darunter die mehrteiligen Filme Tadellöser & Wolff, Ein Kapitel für sich und August der Starke sowie die Serien Die Laurents, Café Wernicke und Ein Mann will nach oben.

## Filmografie (Kino)
- 1951: Grün ist die Heide
- 1951: Wenn die Abendglocken läuten
- 1952: Drei Tage Angst
- 1953: Tagebuch einer Verliebten
- 1953: Regina Amstetten
- 1954: Große Star-Parade
- 1954: Ihre große Prüfung
- 1955: Oase
- 1955: Stern von Rio
- 1955: Der 20. Juli
- 1955: Liebe, Tanz und 1000 Schlager
- 1956: Kirschen in Nachbars Garten
- 1957: Hoch droben auf dem Berg
- 1958: Peter Voß, der Millionendieb
- 1958: Serenade einer großen Liebe
- 1959: Am Tag, als der Regen kam
- 1959: Geheimakte M (Man on a String)
- 1960: Strafbataillon 999
- 1960: Scheidungsgrund: Liebe
- 1960: Division Brandenburg
- 1961: Unter Ausschluß der Öffentlichkeit
- 1961: Im Stahlnetz des Dr. Mabuse
- 1961: Die Wunderwelt der Gebrüder Grimm (2. Arch.)
- 1962: Liebe will gelernt sein
- 1963: Der Fluch der gelben Schlange
- 1963: Frühstück im Doppelbett
- 1963: Das Phantom von Soho
- 1964: Das Ungeheuer von London-City
- 1964: Das siebente Opfer
- 1964: Der Fall X 701
- 1964: Sie nannten ihn Gringo
- 1964: Freddy, Tiere, Sensationen
- 1964: Die Gejagten der Sierra Nevada (El ranch de los implacables)
- 1965: Durchs wilde Kurdistan
- 1965: Mordnacht in Manhattan
- 1965: Im Reiche des silbernen Löwen
- 1966: Lautlose Waffen
- 1966: Die Hölle von Macao
- 1967: Geheimnisse in goldenen Nylons (Deux billets pour Mexico)
- 1968: Hannibal Brooks (Hannibal Brooks)
- 1969: Das ausschweifende Leben des Marquis de Sade (De Sade)
- 1969: Klassenkeile
- 1970: Affäre in Berlin (Berlin Affair, TV)
- 1971: Cabaret
- 1971: Das Geheimnis des gelben Grabes (L’etrusco uccide ancora)
- 1972: Hochzeitsnacht-Report
- 1972: Lilli – die Braut der Kompanie
- 1973: Die Schlange (Le serpent)
- 1973: Der Ostfriesen-Report: O mei haben die Ostfriesen Riesen
- 1975: Lieb Vaterland magst ruhig sein
- 1976: Der Fangschuß
- 1977: Grete Minde
- 1977: Winterspelt 1944
- 1978: Der Magier (The Magician of Lublin)
- 1978: Café Wernicke (Fernsehserie)
- 1979: S.H.E. – Ein superharter Engel (S.H.E.)
- 1980: Die Formel (The Formula)
- 1980: Star Rock (The Apple)
- 1981: Die Spaziergängerin von Sans-Souci
- 1983: Einmal Ku’damm und zurück (UA: 1985)
- 1985: Otto – Der Film
- 1987: Das Rätsel der Sandbank (TV)